# Olga van Iterson-Knoepfle
Olga van Iterson-Knoepfle (* 3. Oktober 1879 in Überlingen; † 6. Dezember 1961 in Leiden) war eine deutsch-niederländische Malerin.

## Leben
Olga van Iterson-Knoepfle war die Tochter von Friederike Knöpfle und gebürtige Deutsche, lebte aber langjährig in den Niederlanden. Sie besuchte das Hoger Instituut voor Schone Kunsten (HISK) in Antwerpen und die Arts and Crafts School in London. Ab 1899 unterrichtete sie an der Teken- en Schilderacademie Ars Aemulae Naturae in Leiden. Zu ihren Schülern gehörten Frans van den Berg (1919–1989), Herman de Voogd und Jan Wolkers. Am 15. Juni 1907 heiratete sie in Leiden den von dort stammenden Constant Johann Adrian van Iterson (* 1876). Sie war eine begeisterte Unterstützerin und Mitglied der in der Zeit von 1931 bis 1945 bestehenden zunächst faschistischen, später nationalsozialistischen und antisemitischen Partei Nationaal-Socialistische Beweging (NSB) in den Niederlanden.  Olga van Iterson-Knoepfle starb 1961 in Leiden.

## Werk
Olga van Iterson-Knoepfle war ab 1920 Mitglied in der Amsterdamer Künstlervereinigung Arti et Amicitiae, gehörte ab 1940 auch der Kunstenaarsvereniging Sint Lucas an und beteiligte sich regelmäßig an deren Ausstellungen. Zu ihren Motiven gehörten hauptsächlich Stillleben und Porträts. 1940 gewann sie für ein Fischstillleben die letztmalig vergebene königliche Goldmedaille von Königin Wilhelmina, die ihr bei der Eröffnung der Frühjahrsausstellung von Arti et Amicitiae am 20. April 1940 durch den Vorsitzenden Huib Luns überreicht wurde.

## Ausstellungen (Auswahl)
- 1932: Tentoonstelling van Nederlandsche Levende Kunstenaars, Stedelijk Museum Amsterdam
- 1936: Algemeene Nederlandsche kunsttentoonstelling, Stedelijk Museum Amsterdam
- 1937: Weltfachausstellung Paris 1937, Niederländischer Pavillon, Paris
- 1939: Onze kunst van heden, Rijksmuseum Amsterdam
- 1940: Sint Lucas 1880-1940, Stedelijk Museum Amsterdam
- 1941: Sint Lucas, Stedelijk Museum Amsterdam
- 1941: Sint Lucas, Stedelijk Museum Amsterdam
- 1943: Sint Lucas, Stedelijk Museum Amsterdam
- 1944: Voorjaarstentoonstelling 1944 : schilderijen, etsen, teekeningen en beeldhouwwerken vervaardigd door leden der maatschappij (Frühjahrsausstellung 1944: Gemälde, Radierungen, Zeichnungen und Skulpturen von Vereinsmitgliedern), Räume von Arti et Amicitiae, Rokin 112 in Amsterdam[4]